# Куклен
Ку̀клен е град в Южна България, административен център на община Куклен, област Пловдив. По данни на ГРАО към 15 септември 2023 г. в града живеят 6098 души по настоящ адрес и 7317 души по постоянен адрес.

## География
Град Куклен е разположен в полите на Родопите, на 8 км южно от гр. Пловдив.

## Население
Броят на хората с постоянен адрес в Куклен е 6881, а на тези с настоящ адрес – 6000. Население на град Куклен – 5858 жители (февруари 2011). По данни на НСИ населението на града към 31 декември 2018 е 5746 жители.

## История
В местността „Кайнаците“ край града е открит един от трите каптажа, от които през Римската епоха се захранва водоснабдителната система на Филипопол. От него към града води масивен акведукт, от който са запазени само следи в отделни участъци.
В турски тимарски регистър за Пловдивско от 1488 г., селището е отбелязано под името Кюклине. В джелепкешанския регистър от 1576 г. се споменава като село Куклена с махала Банище.
При избухването на Балканската война 2 души от Куклен са доброволци в Македоно-одринското опълчение.
До началото на 20 век в тогавашното село Куклен живеят много гърци и самите те наричат селището Куклена (на гръцки: Κούκλενα). През 1920-те години гръцките жители на града емигрират в Гърция и много от тях се заселват в град Яворница, преименувано на Неа Куклена, днес Трилофо. От 23 май 2006 г. (с решение на МС от 13 май същата година) Куклен има статут на град.
Първият кмет на Куклен се е казвал Димитър Георгиев Бакърлиев. Къщата му все още се стопанисва от внучката му Росица и съпруга ѝ Климент.

## Религии
Населението на Куклен се състои от мюсюлмани и християни.
Една от най-забележителните църкви е тази в Кукленския манастир „Свети Свети Козма и Дамян“, която е една от най-старите църкви в България.
Другата забележителна църква е Старинна църква „Свети Тодор“. Създадена е през 1820 година, като самата църква е издълбана от 3 до 5 метра под земята. В църквата има икона с чудотворните мощи като на иконата в Рибната църква в Асеновград.
Останалите църкви са Храм „Успение Богородично“ и Храм „Свети Атанасий“
В града и около града има множество параклиси, изградени с лични средства на християните от града.

## Католическа енория
След войните в 1924 година в Куклен, на мястото на изселилите се гърци, са заселени българи униати бежанци от кукушкото село Долни Тодорак. В 1933 година за енорийски униатски свещеник е назначен д-р Йероним Стамов. Служби се извършват в параклис на горния етаж на къща в центъра. В 1945 г. е позволено закупуването на парцел за построяване на църква. Храмът и енорийският дом са построени с усилията на отец Арсений Антонов, енорийски свещеник от 1941 до 1964 г. и с пари от местните униати и католици от цялата страна. Църквата „Света Троица“ отваря врати в началото на 1948 година. В Куклен се установяват и сестрите евхаристинки, отворили в 1911 година дом в Долни Тодорак.
През 1958 г. при колективизацията на земите в Куклен се установяват нови десетина униатски семейства от град Покрован, Ивайловградско. След Арсений Антонов, енорийски свещеник на „Света Троица“ става отец Купен Михайлов, който служи до 1983 г. След това енорийски свещеници са отец Евтимий Манолов, отец Кирил Дойчев и отец Даниел Жилие.

## Обществени институции
От 2001 Куклен е административен център на община, която включва населените места Гълъбово, Цар Калоян, Руен, Яврово и Добралък.
Градът разполага със Средно училище „Отец Паисий“ и Професионална гимназия по селско стопанство.
- Народно читалище „Никола Вапцаров — 1909“
- Сградата на Община Куклен
- Професионална гимназия по селско стопанство гр. Куклен

## Забележителности
Градът е известен с Кукленски манастир „Свети Свети Козма и Дамян“ (известен също като „Свети Врач“, „Свети Врачове“ или „Свети Безсребърници“). Кукленският манастир е православен манастир, разположен в непосредствена близост, на 4 км извън града. Построен е до извор с лековита вода. Лечебните свойства на тази вода са били известни още от времето на древните траки. Народното име на манастира е „Свети Врач“. Посветен е на народните лечители Козма и Дамян. В манастира се пази като ценна реликва ръката на св. Козма. Към манастира има малка църква, за която се счита, че е сред най-старите християнски църкви в България.

## Други
В града е създаден Клуб на жената „Рай“, в който членуват само жени на всякаква възраст.
Има футболен клуб „Атлетик“, чийто отбор играе в Югоизточна Трета лига. Отборът е създаден през 1927 година. В отбора личат имена като Красен Трифонов и Митко Ценовски – футболисти с визитки в професионалния футбол. Президент на клуба е Божидар Белчев, а треньор е Борислав Гюзлев. Публиката нарича своя клуб „Баските“ поради сходството между имената на „Атлетик“, Билбао и политиката, която води през годините да играят само с местни футболисти. Срещите се играят на Стадион „Атлетик“ пред близо 500 души средно. Клубът развива също и 2 детски формации.
Морският нос Куклен на остров Ливингстън, Антарктика е наименуван в чест на град Куклен.